# Er – die Zeitschrift für den Herrn
Er – die Zeitschrift für den Herrn war ein deutsches Männermagazin, das erstmals 1950 erschien. 

## Charakteristik
Die erste Ausgabe von Er erschien im Oktober 1950 im AWA-Verlag, München. Im Laufe der Zeit erfolgten mehrere Verlagswechsel.
Die Zeitschrift richtete sich an Männer, die über 30 Jahre alt und beruflich erfolgreich waren. Themen, die behandelt wurden, waren Mode, Sport, Kultur, Theater und Film. In den ersten Jahren wurde auf erotische Beiträge verzichtet und ein konservatives Frauenbild vermittelt.
Bedingt durch die mehrmaligen Wechsel des Verlags und der Redaktion wurde Er ab den 1960er Jahren ein Magazin, das nun nicht mehr nur an Herren, sondern auch allgemeiner an Männer adressiert war. Erotische Fotografien erhielten fortan Einzug. Die unter demselben Namen veröffentlichten Zeitschriften der nachfolgenden Jahrzehnte hatten inhaltlich kaum mehr Gemeinsamkeiten mit dem ursprünglichen Konzept.

## Spätere Bewertung
Die Kulturwissenschaftlerin Vera Marstaller beschreibt die Funktion der Zeitschrift, der Generation der Kriegsheimkehrer ein neues Männerbild zu vermitteln, das sich am Vorbild Ronald Colmans an tadelloser Etikette und einem eleganten Kleidungsstil orientiert. Obwohl es Bildung und beruflichen Erfolg voraussetzt, relativiert es die Klassen- und Standesunterschiede und schafft Konformität. Mit der Neuausrichtung der Zeitschrift in den 1960er Jahren wurde ein jugendlicheres Idealbild eingeführt.